# Trenza (bollería)
Una trenza es una pieza de bollería en forma de masa trenzada (pan trenza) o pan de brioche (trenza de brioche) que puede contener frutas u otros rellenos. En la cocina colombiana, una trenza de queso y guayaba es tradicional. En la comunidad autónoma española de Aragón, el estilo tradicional es la trenza de Almudévar, con avellanas, pasas, nueces y almendras. También es posible su presentación en forma de trenzas glaseadas.